# Hippea
Hippea ist eine Gattung obligat anaerober und mäßig thermophiler Bakterien aus der Familie der Desulfobacteraceae (einzige in der Desulfurellales). Diese Familie wird zwar offiziell zu den Deltaproteobakterien gezählt, ist aber offenbar phylogenetisch enger mit den Mitgliedern der Klasse der Epsilonproteobakterien verwandt.
Es wurde daher vorgeschlagen, die Klasse der Epsilonproteobakterien mit der Ordnung der Desulfurellales zu kombinieren, um den neuen Stamm (Phylum) Epsilonbacteraeota zu bilden.
Die Zellen der Gattung Hippea sind beweglich (motil),
Gramgramnegativ,
eher stäbchen- als eiförmig (je nach Art etwa 1–3 µm lang und 0,3–0,7 µm breit).
Als mäßig thermophile bevorzugen sie typischerweise eine Temperatur von 50–60 °C  und sind
je nach Art mehr oder neutrophil bis acidophil (pH 3,5-6,5).
Als marine Organismen benötigen sie Salzwasser für das Wachstum, abgesehen von der mutmaßlichen Süßwasser-Art „H. medeae“ aus dem Lake Washington.
Hippea ist benannt nach dem deutschen Mikrobiologen Hans Hippe in Anerkennung seines bedeutenden Beitrags zur Charakterisierung neuer, obligat anaerober Prokaryoten und zum Verständnis ihrer Physiologie.

## Arten
Die Systematik der Gattung Hippea ist (mit Stand 27. August 2021) wie folgt:
Gattung Hippea Miroshnichenko, Rainey, Rhode & Bonch-Osmolovskaya, 1999
- Spezies Hippea alviniae Flores et al. 2012[1][11][7]

- Stamm Hippea alviniae EP5-r bzw. EP5-rT (alias DSM 24586T, OCM 986T) – Referenzstamm

- Spezies Hippea jasoniae Flores et al. 2012[1][7] (Hippea sp. Mar08-272r)[11]

- Stamm Hippea maritima Mar08-272r bzw. Mar08-272rT (alias  DSM 24585T ,  OCM 985T) – Referenzstamm

- Spezies Hippea maritima Miroshnichenko et al. 1999[1][9][11][8] – Typus[1]

- Stamm Hippea maritima DSM 10411 (alias ATCC 700847, MH2, MH2) – Referenzstamm

- Spezies „Hippea medeae“ (Hippea sp. KM1)[5] — Süßwasser (Lake Washington),[10] D891DRAFT_0589, unkultiviert[13][14]

Nicht-klassifizierte Vertreter gemäß National Center for Biotechnology Information (NCBI)
- Hippea sp. EPR07-159r
- Hippea sp. Guay09-253r
- Hippea sp. Lau09-1128r
- Hippea sp. Lau09-781r
- Hippea sp. LR3-DR
- Hippea sp. Mar08-307r
- Hippea sp. Mar08-361r
- Hippea sp. Mar08-368r
- Hippea sp. Mar08-598r
- Hippea sp. Mar08-641r

### Hippea maritima
Die Typusart H. maritima wurde wie 1999 beschrieben aus Sedimenten eines küstennahen hydrothermalen Tiefseequelle („Schlot“) in der Bucht Matupi Harbour (Papua-Neuguinea) isoliert.
Die Zellen des Referenzstammes sind motile (bewegliche), kurze, gramnegative Stäbchen mit einem endständigen Flagellum. Die Zellen sind obligate Anaerobier und wuchsen optimal bei einem pH-Wert von 5,8-6,2 (bzw. pH 5.7–6.5) — das ist neutrophil bis moderat acidophil,
bei 52-54 °C und einem Salzgehalt von 2,5-3 % w/v NaCl.
H. maritima ist chemolithotroph, es nutzt H2 und Schwefel, benötigt aber organische Stoffe als Elektronendonatoren und Kohlenstoffquelle. Genutzte organische Verbindungen sind z. B. Acetat, Pyruvat und gesättigte Fettsäuren.
Das Art-Epitheton deutet an, dass es sich um eine durch den Einfluss der marinen Umgebung geprägte, (d. h. maritime) Spezies handelt.

### Hippea alviniae
Der Referenzstamm EP5-rT der Spezies H. alviniae wurde vom Ostpazifischen Rücken (englisch East Pacific Rise, EPR) im Gebiet des hydrothermalen Tiefsee-Schlotes „A“
(englisch Area 'A' vent, 9° 46′ 30″ N, 104° 16′ 49″ W)
in 2520 m Tiefe isoliert. Die Probe wurde mit Hilfe einer bemannten Tauchkapsel (englisch Human Occupied Vehicle, HOV, siehe Bathyscaph) entnommen.
Die Zellen sind beweglich, gramnegativ, ei- bis stäbchenförmig, 0,7-1,5 µm lang und 0,3-0,6 µm breit.
Sie sind mäßig thermophil (45-75 °C, optimal 60 °C),
aber obligat acidophil (pH 3,5-5,5, optimal pH 4,5-5,0)
sowie obligat anaerob.
Sie benötigen Salzwasser mit einer Konzentration von 1-5 % w/v für das Wachstum.
Sie leben von der Reduktion von elementarem Schwefel.
H. alviniae unterscheidet sich von der Typusspezies H. maritima in ihrer phylogenetischen Einordnung und dadurch, dass sie wie die weitere Spezies H. jasoniae obligat thermoacidophil ist.
Der GC-Gehalt im Genom des Referenzstamms EP5-rT beträgt 37,1 %.
Das Art-Epitheton ist benannt nach der bemannten Tauchkapsel Alvin,  mit der die Proben des Referenzstamms eingesammelt wurden.

### Hippea jasoniae
Der Referenzstamm Mar08-272rT wurde aus einem Feld hydrothermaler Tiefseequellen des Mittelatlantischen Rückens (englisch Mid-Atlantic Ridge, MAR) namens Lucky Strike (37° 17′ 31″ N, 32° 16′ 31″ W) in  1624 m Tiefe isoliert.
Die Zellen sind bewegliche, gramnegativ Stäbchen, 2,0-3,5 µm lang und 0,5-0,7 µm breit.
Sie sind mäßig thermophil (40-72 °C, optimal 60-65 °C),
obligat acidophil (pH 3,5-5,0, optimal pH 4,5-5,0)
und obligat anaerob.
Sie benötigen eine Salzkonzentration von 1-6 % w/v für das Wachstum.
Sie leben von der Reduktion von elementarem Schwefel.
Der GC-Gehalt im Genom des Referenzstamms beträgt 35,6 %.
Das Art-Epitheton ist benannt nach dem ferngesteuerten Unterwasserfahrzeug (Tauchroboter, ROV) Jason, mit dem die Proben des Referenzstammes entnommen wurden.